# Halolli, Ramdurg
Halolli là một làng thuộc tehsil Ramdurg, huyện Belgaum, bang Karnataka, Ấn Độ.